# Anemone fanninii
Anemone fanninii là một loài thực vật có hoa trong họ Mao lương. Loài này được Harv. ex Hook.f. mô tả khoa học đầu tiên năm 1887.